# John Wark
John Wark (født 4. august 1957 i Glasgow, Skotland) er en tidligere skotsk fodboldspiller (offensiv midtbane).
Wark tilbragte hele sin 22 år lange karriere i engelsk fodbold. Længst tid spillede han hos Ipswich, som han var tilknyttet i hele 17 sæsoner, fordelt over tre perioder. Han hjalp klubben til sejr i både FA Cuppen og UEFA Cuppen, og blev desuden kåret til PFA Players Player of the Year, en kåring af den bedste spiller i engelsk fodbold, i 1981.
Udover tiden hos Ipswich var Wark desuden tilknyttet Liverpool og Middlesbrough. Hos Liverpool var han en del af klubbens særdeles succesfulde hold op gennem 1980'erne, og hjalp klubben til tre engelske mesterskaber og én FA Cup-titel. Han spillede også for klubben under Mesterholdenes Europa Cup finale 1985, hvor Heysel-tragedien fandt sted.
Wark spillede desuden 29 kampe og scorede syv mål for det skotske landshold. Hans første landskamp var et opgør mod Wales 19. maj 1979, hans sidste en kamp mod Jugoslavien 12. september 1984. Han repræsenterede sit land ved VM i 1982 i Spanien, og spillede alle skotternes tre kampe i turneringen.
Wark var blandt de berømte fodboldspillere der spillede med i filmen Victory - fangelejrens helte, der havde premiere i 1981. Af andre fodboldspillere der deltog i filmen kan nævnes Pelé, Bobby Moore og Paul Van Himst.

## Titler
Engelsk mesterskab
- 1984, 1986 og 1988 med Liverpool

FA Cup
- 1978 med Ipswich
- 1986 med Liverpool

UEFA Cup
- 1981 med Ipswich